# Nephrotoma euchroma
Nephrotoma euchroma är en tvåvingeart som först beskrevs av Josef Mik 1874.  Nephrotoma euchroma ingår i släktet Nephrotoma och familjen storharkrankar. Inga underarter finns listade i Catalogue of Life.